# Selaginella parviarticulata
Selaginella parviarticulata är en mosslummerväxtart som beskrevs av William Russell Buck. Selaginella parviarticulata ingår i släktet mosslumrar, och familjen mosslummerväxter. Inga underarter finns listade i Catalogue of Life.